# Comuna Starîi Irjaveț, Orjîțea
Starîi Irjaveț (în ucraineană Старий Іржавець) este o comună în raionul Orjîțea, regiunea Poltava, Ucraina, formată din satele Ceaikivșciîna și Starîi Irjaveț (reședința).

## Demografie
Componența lingvistică a comunei Starîi Irjaveț
     Ucraineană (98,49%)
     Rusă (1,25%)
Conform recensământului din 2001, majoritatea populației comunei Starîi Irjaveț era vorbitoare de ucraineană (98,49%), existând în minoritate și vorbitori de rusă (1,25%).